# Premiul Bram Stoker pentru cea mai bună colecție de poezie
Premiul Bram Stoker pentru cea mai bună colecție de poezie (Bram Stoker Award for Best Poetry Collection) este un premiu anual acordat de Horror Writers Association (HWA) pentru cel mai bună colecție de poezie de fantezie întunecată și literatură de groază.

## Câștigători și nominalizări
Următoarea este o listă de câștigători și nominalizări ale premiului Bram Stoker pentru cea mai bună colecție de poezie.
- 2000: A Student of Hell de Tom Piccirilli
  - Paratabloids de Michael A. Arnzen
  - The Complete Accursed Wives de Bruce Boston
  - Burial Plot in Sagittarius de Sandy DeLuca
- 2001: Consumed, Reduced to Beautiful Grey Ashes de Linda Addison
  - White Space de Bruce Boston
  - What the Cacodaemon Whispered de Chad Hensley
  - Taunting the Minotaur de Charlee Jacob
- 2002: The Gossamer Eye de Mark McLaughlin, Rain Graves și  David Niall Wilson
  - Night Smoke de Bruce Boston și Marge Simon
  - Guises (Poetry Section "Night Unmasked") de Charlee Jacob
  - This Cape Is Red Because I've Been Bleeding de Tom Piccirilli
- 2003: Pitchblende de Bruce Boston
  - Gorelets: Unpleasant Poems de Michael A. Arnzen
  - Final Girl de Daphne Gottlieb
  - Cardinal Sins de Charlee Jacob
  - Professor LaGungo's Exotic Artifacts & Assorted Mystic Collectibles de Mark McLaughlin
  - Artist of Antithesis de Marge Simon
- 2004: The Women at the Funeral de Corrine de Winter
  - The Desert de Charlee Jacob
  - Men Are From Hell, Women Are From The Galaxy Of Death de Mark McLaughlin
  - Waiting my Turn to go Under the Knife de Tom Piccirilli
- 2005: Freakcidents de Michael A. Arnzen (împărțit)
- 2005: Sineater de Charlee Jacob (împărțit)
  - The Shadow City de Gary William Crawford
  - Seasons: A Series of Poems Based on the Life and Death of Edgar Allan Poe de Daniel Shields
- 2006: Shades Fantastic de Bruce Boston
  - Valentine: Short Love Poems de Corrine de Winter
  - The Troublesome Amputee de John Edward Lawson
  - Songs of a Sorceress de Bobbi Sinha-Morey
- 2007: (împărțit)
  - Being Full of Light, Insubstantial de Linda Addison
  - VECTORS: A Week in the Death of a Planet de Charlee Jacob & Marge Simon
    - Heresy de Charlee Jacob
    - PHANTASMAPEDIA de Mark McLaughlin
    - Ossuary de JoSelle Vanderhooft
- 2008: The Nightmare Collection de Bruce Boston
  - The Phantom World de Gary William Crawford
  - Virgin of the Apocalypse de Corrine De Winter
  - Attack of the Two-Headed Poetry Monster de Mark McLaughlin & Michael McCarty
- 2009: Chimeric Machines de Lucy A. Snyder
  - Barfodder de Rain Graves
  - Double Visions de Bruce Boston
  - North Left of Earth de Bruce Boston
- 2010: Dark Matters de Bruce Boston
  - Wild Hunt of the Stars de Ann K. Schwader
  - Diary of a Gentleman Diabolist de Robin Spriggs
  - Vicious Romance de Wrath James White
- 2011: How to Recognize a Demon Has Become Your Friend de Linda Addison
  - At Louche Ends: Poetry for the Decadent, the Damned & the Absinthe-Minded de Maria Alexander
  - Surrealities de Bruce Boston
  - Shroud of Night de G. O. Clark
  - The Mad Hattery de Marge Simon
  - Unearthly Delights de Marge Simon
- 2012: Vampires, Zombies & Wanton Souls de Marge Simon
  - Dark Duet de Linda Addison și Stephen M. Wilson
  - Notes from the Shadow City de Bruce Boston ași d Gary William Crawford
  - A Verse to Horrors de Michael Collings
  - Lovers & Killers de Mary A. Turzillo
- 2013:[3] Four Elements de Marge Simon, Rain Graves, Charlee Jacob și  Linda Addison
  - Dark Roads: Selected Long Poems 1971-2012 de Bruce Boston
  - The Sex Lives of Monsters de Helen Marshall
  - Dangerous Dreams de Marge Simon și Sandy DeLuca
  - Hysteria: A Collection of Madness de Stephanie M. Wytovich
- 2014:[4] Forgiving Judas de Tom Piccirilli 
  - Fearworms: Selected Poems de Robert Payne Cabeen
  - Venus Intervention de Corrinne De Winter & Alessandro Manzetti
  - Sweet Poison de Marge Simon & Mary Turzillo
  - Mourning Jewelry de Stephanie Wytovich